# 対砲兵レーダー
対砲兵レーダー（たいほうへいレーダー Counter-battery radar）は、飛翔する砲弾の弾道を捉えるためのレーダー装置。
レーダー装置で弾道を解析することにより、砲弾の発射地点を特定するためのもの。小型・高速の砲弾を観測することに特色がある。
敵砲弾の発射地点を特定することにより、大砲その他の手段を用いて反撃を行い、砲撃を行った敵砲兵部隊に対し打撃を与える。レーダーによる弾道測定は、この素早い反撃を可能とするものであり、砲兵の側からみれば、定点に長時間留まって砲撃を行うことは敵の反撃を受ける危険が大きくなる。そのため、数発の発射ごとに場所を移動する必要がある。このような事情により、牽引式の榴弾砲よりも素早く砲撃地点の移動と砲撃準備を行える自走砲（自走榴弾砲・自走迫撃砲）の野戦における重要性が大きく高まった。